# Cố Luân Hòa Kính Công chúa
Cố Luân Hòa Kính Công chúa (chữ Hán: 固倫和敬公主; 28 tháng 6, năm 1731 - 15 tháng 8, năm 1792), là Hoàng nữ thứ 3 nhưng là lớn nhất trong những người con gái thành niên của Thanh Cao Tông Càn Long Đế.
Bà cũng là Hoàng nữ duy nhất còn sống tới khi trưởng thành của Càn Long Đế do Hoàng hậu hạ sinh. Từ khi Đại Thanh nhập quan, bà cũng là vị ["Đích Công chúa"] đầu tiên trong lịch sử Đại Thanh. So với Cố Luân Hòa Hiếu Công chúa về cuối đời có tiếng ân sủng do là con gái út, thì Hòa Kính Công chúa lại là vị công chúa được Càn Long Đế sủng ái nhất thời kỳ đầu, nguyên nhân lớn chính là vì bà là đứa con duy nhất còn lại của Hiếu Hiền Thuần Hoàng hậu.

## Tiểu sử

### Tạo nên tiền lệ
Cố Luân Hòa Kính Công chúa có tên Mãn là [Nại Nhật Lặc Thổ Hạ Kỳ Dương Quý; 耐日勒吐贺其杨贵], sinh ngày 24 tháng 5 (âm lịch) năm Ung Chính thứ 9, khi đó Càn Long Đế vẫn còn là Hoàng tử, sinh mẫu là Hiếu Hiền Thuần Hoàng hậu Phú Sát thị, xuất thân từ dòng họ danh giá Sa Tế Phú Sát thị rất được trọng vọng. Từ nhỏ, bà được Thuần Dụ Cần phi nuôi dưỡng ở Ninh Thọ cung.
Năm Càn Long nguyên niên (1736), Hoàng tam nữ được phong vị hiệu [Cố Luân Hòa Kính Công chúa], là người đầu tiên trong 2 vị Hoàng nữ của Càn Long Đế được phong vị hiệu dù chưa xuất giá (vị còn lại là Cố Luân Hòa Hiếu Công chúa). Theo lệ triều Thanh, một Hoàng nữ khi đến tuổi trưởng thành và hạ giá lấy chồng mới ban phong hiệu công chúa, Hòa Kính Công chúa dù chưa xuất giá mà đã có tước vị, đây có thể xem là trường hợp cực kỳ hiếm của triều Thanh. Năm thứ 12 (1747), tháng 3, Hòa Kính Công chúa làm lễ hạ giá Trát Tác Khắc Thân vương Sắc Bố Đằng Ba Lạc Châu Nhĩ (色布腾巴勒珠尔), một Thân vương của Khoa Nhĩ Thấm Mông Cổ.
Tuy diễn ra hôn lễ vào năm thứ 12, thế nhưng ở năm thứ 10 Càn Long Đế đã định hôn ước này. Ngoài ra, Càn Long Đế vì không nỡ xa con gái, quyết định sẽ lưu Công chúa lại ở kinh sư, do đó tạo tiền lệ các Công chúa nhà Thanh được chỉ định gả xa nhưng được đặc cách ở lại kinh sư. Khi chuẩn bị diễn ra hôn lễ, Nội vụ phủ đặc biệt mua thêm các vật dụng hồi môn của Hòa Kính Công chúa, trong đó mua thêm rương quầy, màn, ngồi đệm, hồ bồn ... vị chi tầm 2.500 lượng bạc. Ngoài ra, khi chuẩn bị cho diên yến thành hôn, Nội vụ phủ còn án theo quy chế các Công chúa triều Thuận Trị và Khang Hi mà tăng thêm, tạo thành tiền lệ về hôn lễ đãi ngộ cho các ["Cố Luân công chúa"] về sau. Hòa Kính Công chúa được hưởng đãi ngộ to lớn như vậy, ngay cả Cố Luân Hòa Hiếu Công chúa về sau cũng không thể bằng.
Càn Long Đế do đó tuyên chỉ: ["Dụ: Từ trước đến nay Công chúa gả xa chưa có tiền lệ chuẩn. Về sau Cố Luân Công chúa, chiếu y theo Hòa Kính Công chúa. Hòa Thạc Công chúa, chiếu y theo Hòa Gia Công chúa mà làm"; 谕向来公主格格下嫁各项礼仪。俱未画一。嗣后固伦公主。著照和敬公主已行事例。和硕公主。著照和嘉公主已行事例]. Hòa Kính Công chúa được lưu lại kinh sư với mức lương bổng 1.000 bạc, điều này trái với điển lệ vì Công chúa ở kinh sư chỉ có 400 bạc, còn khi xuất giá phương viễn mới có mức 1.000 bạc. Công chúa phủ có 239 gian phòng, dùng bạc 29880 lượng, là tòa Công chúa phủ lớn nhất, cũng là tòa [Cố Luân Công chúa phủ] tiêu chuẩn duy nhất của nhà Thanh.

### Cuộc sống hôn nhân

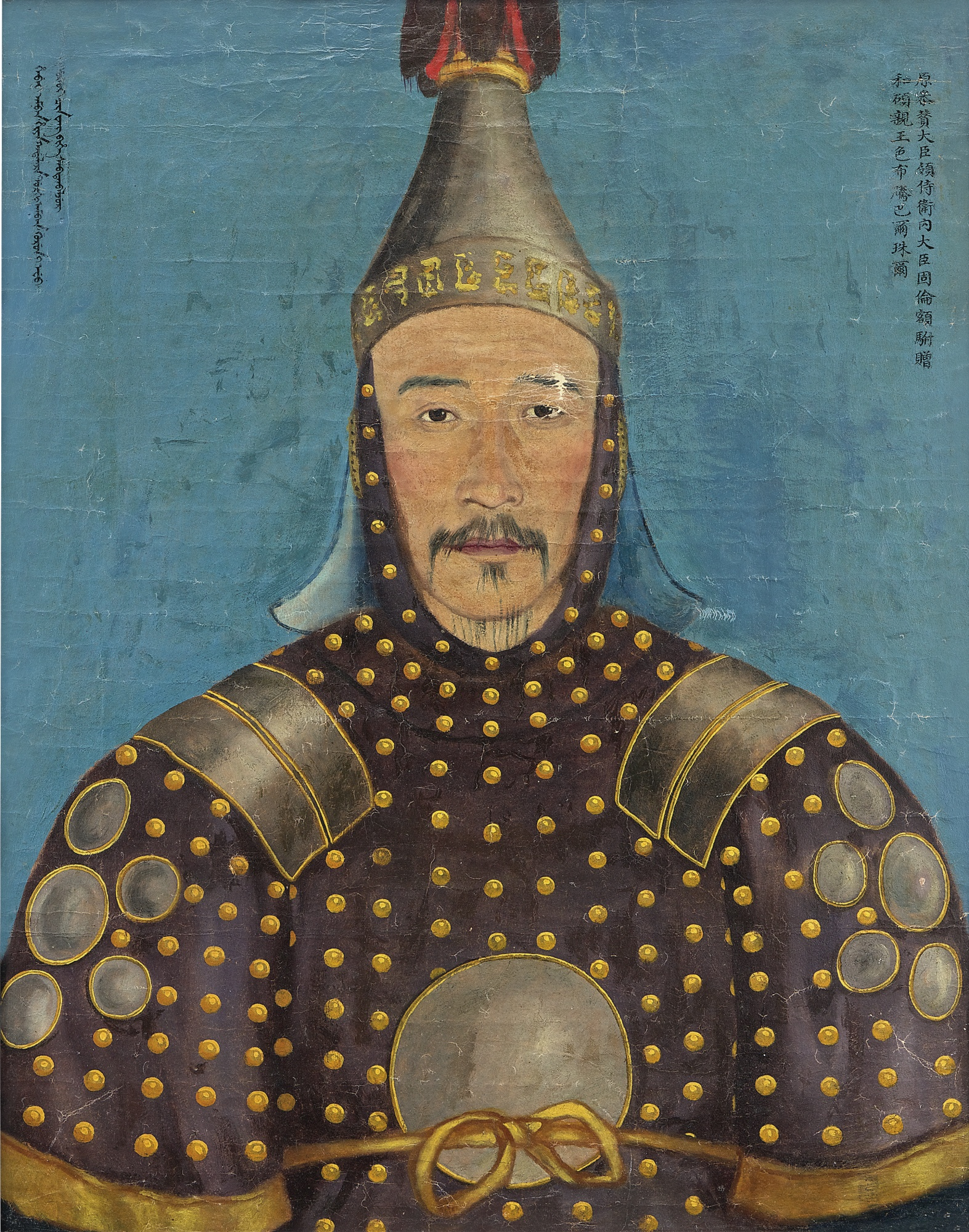
Chân dung Sắc Bố Đằng Ba Lạc Châu Nhĩ

Ngạch phò Sắc Bố Đằng Ba Lạc Châu Nhĩ có thân phụ là Đa Đạt Nhĩ Hãn Thân vương La Bặc Tàng Cổn Bố - là con trai của Ban Đệ và Cố Luân Đoan Mẫn Công chúa - con gái nuôi của Thanh Thế Tổ Thuận Trị Đế. Đích mẫu của Ngạch phò là Quận chúa Ái Tân Giác La thị - con gái thứ 5 của Dụ Hiến Thân vương Phúc Toàn. Ngoài ra, tổ tiên của Ngạch phò là Khoa Nhĩ Thấm tả dực trung kỳ Trát Tát Khắc Đạt Nhĩ Hán Ba Đồ Lỗ Thân vương Mãn Châu Tập Lễ (满珠习礼) - tổ phụ của Hiếu Huệ Chương Hoàng hậu, đồng thời còn là em trai của Ngô Khắc Thiện (吴克善) và anh trai của Hiếu Trang Văn Hoàng hậu. Vào năm 9 tuổi đã được nuôi dưỡng trong cung, đọc sách cùng các Hoàng tử, trở thành [Phụ quốc công] trẻ tuổi nhất từng được phong.
Năm Càn Long thứ 14 (1749), cha chồng của Hòa Kính Công chúa là Thân vương La Bặc Tàng Cổn Bố bạo bệnh, Càn Long Đế mệnh Công chúa về Mông Cổ thăm hỏi cha chồng. Sang năm thứ 16 (1751), La Bặc Tàng Cổn Bố chết bệnh, Càn Long Đế mệnh Hòa Kính Công chúa về Mông Cổ mặc áo tang để chịu tang. Theo Thanh thực lục thời Càn Long ghi lại, Hoàng đế đối với Ngạch phò cũng hết sức quan tâm, khi có bệnh đều phái Ngự y đến tận Doanh trại chăm sóc.
Hòa Kính Công chúa và Ngạch phò có hôn nhân tương đối hòa hảo, sinh được một con trai tên Ngạch Lặc Triết Y Đặc Mục Nhĩ Ngạch Nhĩ Khắc Ba Bái (鄂勒哲依特穆尔额尔克巴拜). Căn cứ theo Trúc diệp đình tạp ký (竹叶亭杂记) của Diêu Nguyên Chi (姚元之) thì cái tên này do chính Càn Long Đế đặt cho cháu ngoại, cộng dài 12 chữ, có thể nói là cái tên dài nhất trong lịch sử. Càn Long Đế giải thích: ["Khi còn bé có phúc có thọ, rắn chắc như thiết, mà lại như trân chi bảo bối, nên lấy tên như vậy. Ngạc Lặc Triết Y, án theo Mông Cổ ngữ là có phúc khí. Hai chữ Triết Y âm gần như tiếng. Đặc Mục Nhĩ, nghĩa là trường thọ. Ngạch Nhĩ Khắc, nghĩa là thiết, còn Ba Bái nghĩa la bảo bối"; 幼时期其有福有寿，结实如铁，而又珍之若宝贝，故以是名之。鄂勒哲依，蒙古语有福之谓也。哲依二字急读，音近追上声。忒木尔，有寿也。额尔克，铁也。巴拜，宝贝也，音读若罢摆。]. Đem "Bảo bối" đưa vào tên, có thể thấy Càn Long Đế đối với người cháu ngoại này hết sức cưng chiều.
Càn Long Đế lúc nào cũng tư niệm Hòa Kính Công chúa là cốt nhục duy nhất còn lại của Hiếu Hiền Thuần Hoàng hậu, do vậy đối với Ngạch phò và gia đình bà vẫn là quá mức sủng ái thiện đãi. Vào lúc bình định Hãn quốc Chuẩn Cát Nhĩ, Ngạch phò Sắc Bố Đằng Ba Lạc Châu Nhĩ dung túng A Mục Nhĩ Tát Nạp (阿睦尔撒纳), luận tội đáng chém, nhưng có người khuyên: "Hi vọng Thánh thượng niệm tình Hiếu Hiền Hoàng hậu, thế nào có thể để công chúa thủ tiết?", do vậy Ngạch phò được tha tội chết.
Năm Càn Long thứ 36 (1771), diễn ra vạn thọ 80 tuổi của Sùng Khánh Hoàng thái hậu. Cố Luân Hòa Kính Công chúa, cùng Cố Luân Hòa Tĩnh Công chúa và Hòa Thạc Thục Thận Công chúa mỗi người được thưởng: một thanh Như ý, lò sưởi tay một cái, túi tiền nhỏ hai cái, lọ thuốc hít một cái, phấn mặt một hộp cùng cung phấn một hộp. Sau khi hạ giá, mỗi năm Cố Luân Hòa Kính Công chúa tiêu hết 10.500 lượng bạc, trong khi tổng thu là 8.900 lượng bạc. Càn Long Đế do đó thường thưởng thêm cho con gái 80.000 lượng bạc, khiến Hòa Kính Công chúa duy trì cuộc sống xa hoa sung túc.

## Qua đời và an táng
Năm Càn Long thứ 40 (1775), Ngạch phò qua đời khi xuất quân đến Vân Nam. Năm Càn Long thứ 57 (1792), ngày 28 tháng 6 (tức ngày 15 tháng 8 dương lịch), Cố Luân Hòa Kính Công chúa qua đời, hưởng thọ 62 tuổi (tính tuổi mụ).
Di thể của Công chúa hợp táng cùng Ngạch phò Sắc Bố Đằng Ba Lạc Châu Nhĩ ở trấn Đông Ba, phụ cận Bắc Kinh, di chỉ mà ngày nay gọi là Công chúa lăng (公主陵), thuộc Công Chúa Lĩnh, tỉnh Cát Lâm. Dựa theo Thanh triều lệ thường, chỉ có mộ của Hoàng đế xưng lăng, mà nơi này sở dĩ xưng "Công chúa lăng", nguyên nhân có 2 thứ: Một là, Cố Luân Hòa Kính Công chúa sinh thời được Càn Long Đế sủng ái, phu quân lại có chiến công lớn lao; hai là do bà hợp táng ở lãnh địa nhà chồng, gia tộc Bát Nhĩ Tể Cát Đặc thị rất có quyền thế, lại xa kinh sư, xưng "lăng" là để thể hiện vị trí chính trị.

## Gia đình
Con trai của Công chúa cùng Ngạch phò là Ngạch Lặc Triết Đặc Mục Nhĩ Ngạch Nhĩ Khắc Ba Bái, lớn lên lấy Tằng tôn nữ của Hằng Ôn Thân vương Dận Kì, tức con gái của Nhàn tản Tông thất Vĩnh Hùng (永雄). Ngoài ra Ngạch phò còn có 4 người con gái khác bao gồm:
- Đại Cách cách, sau gả cho Miên Đức, con trai trưởng của Định An Thân vương Vĩnh Hoàng, anh cả của Hòa Kính Công chúa.
- Tam Cách cách, sau gả cho Tể Khắc Tể Trát Bố (濟克濟扎布) – con trai trưởng của Ngao Hán Cố Sơn Bối tử Tang Tể Trát Nhĩ (桑濟扎爾), hậu duệ của Cố Luân Ngao Hán Công chúa.
- Tứ Cách cách, sau gả cho con trai trưởng của Hòa Thạc Hòa Gia Công chúa là Phong Thân Tế Luân (丰绅济伦).

## Phim ảnh
| Năm  | Phim ảnh              | Diễn viên                 | Nhân vật        |
| 2018 | Như Ý truyện (如懿傳) | Quan Tuyết Doanh (關雪盈) | Cảnh Sắt (璟瑟) |